# Mary Dickenson-Auner
Mary Frances Dickenson-Auner, geb. Dickenson (* 24. Oktober 1880 in Dublin, Irland; † 25. Mai 1965 in Wien, Österreich), war eine irische Violinistin, Pädagogin und Komponistin. Sie hat Symphonien, Oratorien, Opern und Kammermusikwerke komponiert.

## Leben
Mary Dickenson entstammte der irischen Adelsfamilie Mac Donnell, ihr Großvater Sir Hercules H. Graves Mac Donnell war Rektor der Universität und Mitbegründer der Musikakademie Dublin. Nach dem Tod ihres Vaters wuchs Mary Dickenson in Wiesbaden auf. Sie erhielt ersten Privatunterricht für Geige. Wieder in Dublin arbeitete sie 1897/98 als Assistentin an der Musikakademie. Sie setzte gegen den Willen ihrer Familie ihr Studium an der Royal Academy of Music, London, durch, wo sie 1902 ihre Abschlussprüfung in Violine, Orgel und Komposition ablegte. Um die Technik ihrer linken Hand zu verfeinern, studierte sie bei Otakar Ševčík in Prag. 1905 debütierte sie mit der Česká filharmonie. Eine rege Konzerttätigkeit als Violinistin in den musikalischen Zentren Europas folgte. Erste Kompositionen wurden unter dem Pseudonym Frank Donnell veröffentlicht. Ab den 1920er-Jahren war sie Mitglied einer Wiener Loge des österreichischen Droit Humain.
1922 spielte sie die Uraufführung der 1. Sonate für Violine und Klavier von Béla Bartók mit dem Pianisten Eduard Steuermann im Wiener Konzerthaus; im Sommer 1922 stellte sie zusammen mit Bartók das Werk bei den neu gegründeten Internationalen Kammermusikaufführungen in Salzburg vor. Sie trat dem Verein für musikalische Privataufführungen von Arnold Schönberg bei und konzertierte unter seiner Leitung. Ab 1925 entwickelte sie ein pädagogisches Konzept: die Hörstunden, die sie in Zusammenarbeit mit dem Wiener Stadtschulrat erprobte. Ziel war es, mit der theoretischen wie praktischen Einführung in das Werk ausgewählter Komponisten das Musikverständnis der jungen Hörer zu schulen. Der Versuch wurde bis 1938 auf 17 Schulen ausgeweitet. Mit der Machtübernahme der Nationalsozialisten 1938 erhielt Mary Dickenson-Auner als britische Staatsbürgerin Berufsverbot. Sie beschloss im Alter von knapp 60 Jahren, sich nun ausschließlich ihren Kompositionen zu widmen. In den folgenden 25 Jahren schrieb sie sechs Symphonien, vier Opern, zwei Oratorien, zahlreiche Lieder und Kammermusikwerke. Von 1946 bis 1962 wurden ihre kammermusikalischen Werke in zwölf Konzerten präsentiert, drei ihrer Symphonien gelangten zur Uraufführung und wurden im Österreichischen Rundfunk gesendet.
Beeinflusst von der zeitgenössischen Musik der 1920er und 1930er Jahre entwickelte May Dickenson-Auner ein polyphones Musikkonzept, das ihre Vorliebe für Johann Sebastian Bach mit der 12-Ton-Musik Schönbergs verbindet. In der Wahl ihrer musikalischen Motive griff sie immer wieder auf irische Volksweisen zurück. Der spätromantische irische Dichter William Butler Yeats und die von der Theosophie zitierten Philosophen Europas und Asiens bestimmten die Wahl ihrer literarischen Themen. Zahlreiche Liedertexte verfasste sie selbst.

## Werke
- Irish Symphony, op. 16 (1941)